# Кантор, Моисей Исаакович
Моисе́й Исаа́кович Ка́нтор (исп. Moisés Kantor; 1879—1946) — российский и аргентинский геолог, минералог, испаноязычный драматург и эссеист. Доктор геолого-минералогических наук (1940).

## Биография
Родился в 1879 году в селе Ферапонтьевка Бендерского уезда Бессарабской губернии (ныне Молдавия). Старший сын в еврейской семье, окончил хедер и реальное училище. Сын возчика дровяного склада (балагулы), первым в семье получил высшее образование. После неудачной попытки поступить на медицинский факультет в России, уехал на учёбу в Германию. В 1901 году окончил Фрейбергскую горную академию. В 1902—1907 годах работал горным инженером на Урале, в 1907 году подвергся аресту за революционную (анархистскую) агитацию среди рабочих и отправлен в ссылку, из которой в 1909 году бежал с женой и сыном через Турцию в Аргентину.
В 1909—1912 годах работал горным инженером, в 1910 году начал разработку вольфрамовых рудников в Эль-Мансано (провинция Ла Риоха). В 1912 году получил пост доцента минералогии в Университете Ла Плата. С 1913 года исполнял также должность заведующего минералогической и геологической секцией университетского музея, в котором создал уникальную коллекцию метеоритов. Входил в научную комиссию, исследовавшую находки кремнёвых орудий в Чападмалальской плиоценовой формации неподалёку от Мирамара (см. исп.). В 1914 году утверждён в должности профессора, которую занимал до октября 1925 года. Опубликовал ряд трудов в научных периодических изданиях Аргентины, некоторые из которых были также напечатаны отдельными брошюрами. Член Международного геологического общества (Geologische Vereinigung).
Опубликовал также ряд исторических пьес на испанском языке, действие которых по большей части происходит в эпоху Возрождения: «Noche de Resurrección» (Ночь воскресения, драма в 3-х актах из современной эпохи, 1917), «Sandro Boticelli» (драма в 3-х актах из эпохи Возрождения, 1919), «Griselda» (Гризельда, одноактная драматическая легенда из Средних веков, 1919), «Victoria Colonna» (драматическая поэма в 3-х актах с прологом, 1922), «Lenin» (1925). Автор эссе в латиноамериканских журналах о философских и религиозных воззрениях Л. Н. Толстого, И. Канта, Б. Кроче, пьесах Ибсена, мексиканском поэте Амадо Нерво, революционных событиях в России, Первой мировой войне.
В Аргентине принимал активное участие в социалистической политической деятельности; вместе со второй женой, зубным врачом Идой Исааковной Бондаревой, был одним из первых членов коммунистической партии Аргентины. Ушёл в отставку с профессорской кафедры в связи с решением вернуться вместе с семьёй в СССР.
C июля 1926 года и до своей смерти — заведующий кафедрой минералогии и геологии Тимирязевской сельскохозяйственной академии. Автор основополагающих работ по керченским железным рудам, создал учение о первичной и вторичной зональности керченских месторождений, работал над проблемой классификации агрономических руд, занимался исследованиями уральских фосфоритовых месторождений. Открыл камышбурунит — водный фосфат оксида железа. Сформировал первую в мире коллекцию агропромышленных руд (28 образцов) в геолого-минералогическом музее ТСХА. В 1940 году получил научную степень доктора геологических и минералогических наук по совокупности заслуг на основании отзыва академика В. И. Вернадского.

Могила М. И. Кантора и его жены И. И. Бондаревой.

Умер в 1946 году в Москве. Похоронен на кладбище в Тимирязевском парке.

## Семья
Сыновья от первой жены, Лидии Александровны Коробициной — участники гражданской войны в Испании Александр Коробицин (17 ноября 1905 — 1 ноября 1968), Лев (Леон) Коробицин (1909 — 16 января 1942) и советский разведчик и писатель Алексей Павлович Коробицин (Алексей Моисеевич Кантор) (29 декабря 1910 — 24 марта 1966).
Сын от второй жены, Иды Исааковны Бондаревой — философ и искусствовед Карл Кантор (22 декабря 1922 — 9 февраля 2008); внуки — писатель, философ и литературовед Владимир Кантор, художник и писатель Максим Кантор.
Приёмная дочь (от второго брака) — аргентинская поэтесса, драматург, эссеистка, переводчица современной русской поэзии и прозы на испанский язык Лиля Герреро.

## Награды
- Медаль «За трудовое отличие» (06.12.1940) — «в ознаменование 75-летнего юбилея Московской ордена Ленина Сельскохозяйственной Академии имени К. А. Тимирязева, за выдающиеся заслуги в деле развития сельскохозяйственных наук и подготовки высококвалифицированных специалистов сельского хозяйства»

## Труды
Драматургия
- Noche de Resurrección: Esbozo dramático en 3 actos // Nosotros: Revista Mensual de Letras. Año XI. T. 25. 1917. P. 181—220.
- Sandro Boticelli: Drama en 3 actos de la época di Renaciemento. Griselda: Leyenda dramática en 1 acto de la Edad Media. Noche de Resurrección: Drama en 3 actos de la época moderna. Buenos Aires: Nosotros, 1919. 178 p. (Полный текст)
- Victoria Colonna: Poema dramático en tres actos con un prólogo. Buenos Aires: Nosotros, 1922. 115, XI p., 1 l. portr.
- Halima: Leyenda dramática en un acto // Nosotros: Revista Mensual de Letras. Año XVI. T. 41. 1922. P. 59—71.
- Leyendas dramáticas. Buenos Aires: «Buenos Aires»; Agencia general de libreria y publicaciones, 1924. 137, [3] p.
- Lenin. Buenos Aires: J. Samet, 1925. 115 p.

Философия и эстетика
- La moral de Tolstoï // Nosotros: Revista Mensual de Letras. Año VIII. T. 15. 1914. P. 188—199.
- La guerra europea y sus consecuencias // Nosotros: Revista Mensual de Letras. Año IX. T. 18. 1915. P. 17—25.
- La ultima tentacion de Cristo: sobre una pagina de Tolstoï // Nosotros: Revista Mensual de Letras. Año IX. T. 19. 1915. P. 21—26.
- Las ideas religiosas de Tolstoy // Nosotros: Revista Mensual de Letras. Año IX. T. 20. 1915. P. 240—257.
- Sobre algunos dramas de Ibsen // Nosotros: Revista Mensual de Letras. Año X. T. 22. 1916. P. 265—274.
- Amado Nervo como filósofo // Atenea (La Plata, Argentina). Mayo-junio 1919.
- El problema social y la revolución maximalista en Rusia // Revista de filosofía. Año V. T. 9/1. P. 114—135 (= Cuasimodo: Magazine Interamericano. T. 20/13. Sept. 1920. P. 6—18).
- La estética de Croce // Revista de filosofía. Año VII. T. 13/3. 1921. P. 363—393.
- Proletkult // La Antorcha: periódico republicano democrático. 10 feb. 1922.
- La estética de Kant // Valoraciones. Vol. II. La Plata, 1924. P. 62—67.

Геология и металлургия
- Извлечение серебра по способу Патера // Горный журнал. 1907. Т. 1. С. 137 слл.
- La geología como ciencia aplicada // Boletín de la Instrucción Pública. T. VII. 1913. P. 223—331.
- Minerales de Wolfram en la Sierra de Velasco // Revista del Museo de La Plata. T. 20. 1913. P. 116—124.
- Roth S., Schiller W., White L., Kantor M., Torres L.M. Nuevas investigaciones geológicas y antropológicas en el litoral marítimo de la Provincia de Buenos Aires // Anales del Museo Nacional de Historia Natural de Buenos Aires. T. 26. 1915. P. 417—431.
- Contribución al conocimiento de los «Cerros de Rosario» con sus Yaciminetos de mica de la Pcia. de San Luis // Revista del Museo de La Plata. T. 23. 1916. P. 164—174.
- El problema de las inundaciones en Andalgala (Pcia. de Catamarca) // Revista del Museo de La Plata. T. 23. 1916. P. 257—269.
- Nota sobre la primera reunion nacional de ciencias naturales // Nosotros: Revista Mensual de Letras. Año X. T. 24. 1916. P. 367—369.
- Recherches océanographiques sur le littoral maritime de la province de Buenos Aires // Anales de la Sociedad Científica Argentina. T. 86. 1918. P. 83-117 (Отд. изд.: Buenos Aires: Coni, 1918. 36 p.)
- Investigaciones oceanográficas en el litoral maritime de la provincia de Buenos Aires // Boletín del Centro naval. T. 36. 1918. P. 567—582.
- Investigaciones oceanográficas en el litoral maritime de la provincia de Buenos Aires // Primera reunión nacional de la Sociedad Argentina de Ciencias. Buenos Aires, 1919. P. 132—133.
- Nota sobre el Onix-Marmol de la Pcia. de San Luis // Revista del Museo de La Plata. T. 24. 1919. P. 169—176.
- Carta litológica de la Meseta continental en las proximidades de Quequén (Segundo informe preliminar) // Revista del Museo de La Plata. T. 25. 1921. P. 126—130.
- Guía y catálogo de la Colección de meteoritos existentes en el Museo de La Plata, con especial mención de los meteoritos argentinos // Revista del Museo de La Plata. T. 25. 1921. P. 97—126.
- Monte Hermoso en relación con el origen del limo y loess pampeano // Revista del Museo de La Plata. T. 26. 1922. P. 281—332. (Отд. изд.: Buenos Aires: Coni, 1922).
- La formación entrerriana // Anales de la Sociedad Científica Argentina. T. 100. 1925. P. 33—66. (Отд. изд.: Buenos Aires: Coni, 1925. 36 p.)
- Discusión sobre la posición estratigráfica y antigüedad relativa de los restos de industria humana hallados en Miramar // Physis: Revista de la Sociedad Argentina de Ciencias Naturales. T. VII. № 26. 1925. P. 378 sqq.
- Уральское (Пачкуно-Липовское) фосфоритовое месторождение. М.: Индустриально-пед. институт им. К. Либкнехта, 1929. 23 с. (Научн. труды Индустр.-педагогич. ин-та им. К. Либкнехта. Сер. физ.-мат. Вып. 3).
- Фосфористые железные руды СССР // Геолого-разведочные работы во втором пятилетии. Материалы конференции (12—24 апреля 1932 г.). Вып. 4. М.-Л., 1932.
- Современное состояние научно-исследовательских работ по керченским рудам // Сов. металлургия. 1934. № 12. С. 539—547.
- Керченская металлургия. Т. 1 / Под ред. проф. М. И. Кантора. М.; Л.; Свердловск: Гос. науч.-тех. изд. по черн. и цветн. металлургии, 1934. 260 с. (В сб. статьи М. И. Кантора: Химико-металлургическая характеристика железных руд северной части чегене-салынской мульды Керченского полуострова: С. 31—42; Проблема обогащения железных руд камыш-бурунской мульды: С. 75—83; Исследование керченских руд на мышьяк: С. 84—92; Агломерация керченских руд: С. 179—192).
- Генезис керченских железорудных месторождений // Труды Конференции по генезису руд железа, марганца и алюминия. М.-Л.: Изд-во АН СССР, 1937. С. 118—148.
- Генезис керченских руд / Под ред. акад. В. Р. Вильямса. М.: Сельскохозяйственн. акад. им. К. А. Тимирязева, 1938. 80 с.: ил.
- Исследование керченских руд на мышьяк // Гипромез. 1939. № 7. С. 15—20.
- Геохимия и металлургия керченских руд // Известия АН СССР. Сер. геолог. 1940. № 3. С. 48—63.
- Почвоведение, геохимия и биогеохимия // Сборник памяти акад. В. Р. Вильямса / Под ред. В. П. Бушинского. М.-Л.: Изд-во АН СССР, 1942. С. 91—97.
- Единство процессов концентрации и рассеяния химических элементов // Науч. конф-ция (Моск. с.-х. акад. им. Тимирязева). Вып. 2. 1945.
- Перспективы развития нового месторождения фосфоритных железных руд в Северном Приазовье // Докл. Моск. с.-х. акад. Вып. 4. М., 1946. С. 88—89.
- Агрономические и агропромышленные руды // Мартеновские рельсы на базе керченских руд. М.-Л.: Изд-во АН СССР, 1946.